# Don't Feel like Crying
Don't Feel like Crying è un singolo della cantante norvegese Sigrid, pubblicato nel 2019 ed estratto dal suo album di debutto Sucker Punch.
Il brano è stato co-scritto da Sigrid Raabe, Oscar Holter e Emily Warren.

## Tracce
1. Don't Feel like Crying – 2:37